# 코시타 테츠히로
코시타 테츠히로(こした てつひろ, 1965년 3월 8일 ~ )는 일본의 만화가이다. 이와테현 가미헤이군 오쓰치정 기리키리 출신이다. 《피구왕 통키》와 《우리는 챔피언》 등의 작품으로 유명하다.